# Astrophysics Data System
Astrophysics Data System este o bază de date de lucrări științifice (articole științifice, preprinturi, cărți) în domeniul astronomiei, astrofizicii, astronauticii, fizicii, geofizicii și cosmologiei creată și menținută de Centrul de Astrofizică al Universității de la Harvard (S.U.A.). Adaptată și pentru site-uri internet. În anul 2007 colecția de lucrări se estima la  4-5 mln. Are filiale la Strasbourg (Franța), Cambridge (Marea Britanie), Garching (Germania), Tokyo, Beijing, Moscova, Kiev, Daejeon (Koreea de sud), Canberra (Australia) ș.a.

## Gestionari
Baza de date este gestionată de:
- Dr. Stephen S. Murray -  Investigator principal
- Dr. Alberto Accomazzi -  Manager de proiect
- Dr. Michael J. Kurtz - Cercetător astronom
- Carolyn Stern Grant - Programator
- Edwin Henneken - Programator
- Elizabeth Bohlen - Informatician
- Donna Thompson - Bibliotecar